# PGC 2178084
LEDA/PGC 2178084 ist eine Galaxie im Sternbild Andromeda am Nordsternhimmel. Sie ist schätzungsweise 525 Millionen Lichtjahre von der Milchstraße entfernt und hat einen Durchmesser von etwa 110.000 Lichtjahren. Vom Sonnensystem aus entfernt sich das Objekt mit einer errechneten Radialgeschwindigkeit von näherungsweise 11.600 Kilometern pro Sekunde.

## Galaktisches Umfeld
| Nr. | Galaxie          | Alternativname          | Rek           | Dek           | Distanz/asec |
| --- | ---------------- | ----------------------- | ------------- | ------------- | ------------ |
| →   | LEDA/PGC 2178084 | 2MASX J02354652+4115088 | 02h35m46.51s  | +41d15m09.0s  | 0            |
| 1   | LEDA/PGC 9827    | UGC 2060                | 02h35m03.19s  | +41d21m26.5s  | 617.03       |
| 2   | LEDA/PGC 2175496 | 2MASX J02361607+4105116 | 02h36m16.06s  | +41d05m11.4s  | 685.06       |
| 3   | LEDA/PGC 9825    | UGC 2058                | 02h34m53.37s  | +41d07m06.9s  | 769.56       |
| 4   | LEDA/PGC 2179540 | 2MASX J02365123+4120214 | 02h36m51.24s  | +41d20m21.3s  | 793.42       |
| 5   | LEDA/PGC 2175409 | 2MASX J02363392+4104552 | 02h36m33.92s  | +41d04m55.5s  | 813.78       |
| 6   | LEDA/PGC 2179618 | 2MASX J02342961+4120326 | 02h34m29.64s  | +41d20m32.5s  | 924.90       |
| 7   | LEDA/PGC 9804    | CGCG 539-050            | 02h34m25.837s | +41d08m53.11s | 984.52       |